# Lycoderes cultrata
Lycoderes cultrata är en insektsart som beskrevs av Albino Morimasa Sakakibara 1991a . Lycoderes cultrata ingår i släktet Lycoderes och familjen hornstritar. Inga underarter finns listade i Catalogue of Life.